# Actiniaria
Las anémonas de mar o actiniarios (Actiniaria) son un orden de antozoos hexacorales. Son animales marinos que se adhieren normalmente al sustrato, en algunas ocasiones en la arena del fondo, en otras, en las rocas, y hasta en las conchas de crustáceos o moluscos. Llegan a medir desde 1.25 cm hasta 2 m de diámetro. Son pólipos solitarios, que parecen más bien una colorida planta que un animal propiamente dicho. Hay unas 1200 especies descritas. Las especies más populares están dentro de los géneros Heteractis, con largos tentáculos, como Heteractis magnifica o Stichodactyla, con tentáculos mucho menores, como Stichodactyla mertensii, lo que les da cierto aspecto de toalla o alfombra

## Etimología
Por ser antozoos, etimológicamente animales flor, se les llama anémonas de mar, por su parecido con cierta flor, la anemone. Mientras que su otro nombre, actiniaria, radiadas, proviene del griego ακτἰς- aktís, «rayo», por su simetría radial, en vez de simetría bilateral, como se da en los vertebrados.

## Anatomía

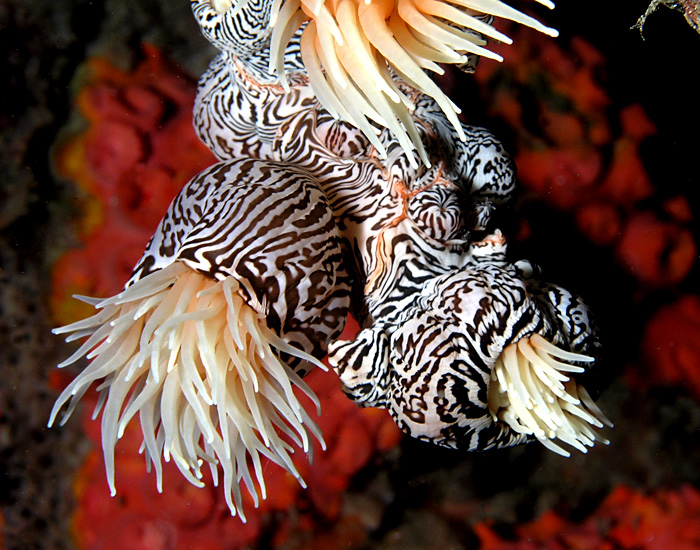
Anémonas coloniales rayadas de Timor Oriental.

Su cuerpo es cilíndrico, su extremo basal es un disco plano que funciona como pie, el disco pedal, salvo en ciertas especies, como por ejemplo las de la familia Edwardsiidae, en las que su extremo basal es redondeado, para enterrarse en fondos blandos. Su extremo apical es el disco oral, el cual tiene la boca en el centro, en forma de hendidura, y alrededor tentáculos dispuestos radialmente en anillos concéntricos, usualmente en número múltiplo de seis.
Tanto los tentáculos, como otras partes del cuerpo, contienen nematocistos, unos orgánulos característicos, compuestos de cnidocitos, células urticantes provistas de neurotoxinas paralizantes en respuesta al contacto, para evadir enemigos o permitirle ingerir presas más fácilmente hacia la cavidad gastrovascular. Las anémonas producen proteínas básicas tóxicas en los nematocistos llamadas Actinoporins. Aunque hay ciertos animales que se inmunizan a los efectos de las neurotoxinas, como los peces payaso o algún pez damisela, como Dascyllus trimaculatus. 
Los nematocistos se consideran una herramienta sistemática del filo Cnidaria, y diversos autores consideran que todo estudio descriptivo debe
incluir necesariamente a estas estructuras, y sus tallas deben ser consideradas. Las tallas y formas de los nematocistos varían dentro de un
mismo género e inclusive entre especies, por lo cual siempre se hace necesaria una caracterización detallada de los mismos. 
Los tipos de nematocistos en las anémonas son: atricos, holotricos, basitricos, microbasico b-mastigoforos, microbasico p-mastigoforos, microbasico amastigoforos, y macrobasico amastigoforos.
A continuación de la boca, posee una actinofaringe que la conecta con la cavidad gastrovascular, haciendo las veces de faringe y esófago. 
El cuerpo, o columna, puede ser liso o poseer protuberancias en su pared exterior, en forma de verrugas, verrucae, o filamentos, acontia, que salen al exterior a través de unos orificios denominados cínclidos, y que suelen estar cargados de nematocistos. Entre la epidermis y la gastrodermis tienen la mesoglea, una capa gelatinosa que les permite desarrollar una enorme plasticidad, tanto para resistir frente a fuertes corrientes marinas, como para expandirse o contraerse, según requieran protección o alimentación. 
En el interior de la columna se encuentra la cavidad gastrovascular, que está dividida en un número de cámaras por septa, septo en plural, o mesenterios, que irradian hacia el interior desde la pared del cuerpo. Algunos de los mesenterios forman particiones completas, con un borde libre en la base de la faringe, donde se conectan, se les llama mesenterios completos, o macrocnemas’’', pero otros llegan solo hasta la mitad, y se denominan mesenterios incompletos o microcnemas. Los mesenterios están dispuestos en pares, uno al lado de otro, pudiendo ser hexameral, octomeral o decameral la disposición de los pares. Los mesenterios tienen filamentos de tejido especializado para secretar enzimas digestivas. También poseen unos orificios para interconectarlos, llamados estoma.
Las capas exterior e interior de sus tejidos corporales tienen grupos de fibras contráctiles, que no son verdaderos músculos, ya que no se suspenden libremente en la cavidad del cuerpo, como en los animales más desarrollados. Fibras longitudinales se encuentran en los tentáculos y disco oral, y también dentro de los mesenterios, permitiendo contraer totalmente la longitud del cuerpo. Fibras circulares se encuentran en la pared del cuerpo y, en algunas especies, alrededor del disco oral, permitiendo que el animal retraiga sus tentáculos en un esfínter de protección.
La anémona se estabiliza por el cierre de su boca, lo que mantiene la cavidad gastrovascular a un volumen hidrostático constante, por lo que es más rígida. Aunque generalmente sésiles, las anémonas de mar son capaces de movimientos lentos, tanto utilizando su disco pedal, como la natación, utilizando sus tentáculos o flexionando su cuerpo. 
Tienen un sistema nervioso primitivo, sin centralización, que coordina los procesos implicados en el mantenimiento de la homeostasis, así como las respuestas bioquímicas y físicas a diversos estímulos. No existen órganos sensoriales especializados. Los músculos y los nervios son mucho más simples que los de la mayoría de otros animales, aunque más especializados que en otros cnidarios, tales como corales.

## Historia natural
Utilizan los tentáculos urticantes para capturar pequeños animales que nadan por las inmediaciones. Viven en zonas costeras normalmente expuestas a mareas bajas, pero son especialistas en sobrevivir fuera del agua. Repliegan sus tentáculos y llenan sus cavidades de agua, lo que impide que se sequen cuando quedan expuestas al aire. 
Se distribuyen en todas las cuencas oceánicas, y en todas las latitudes, desde el Ártico a la Antártida; en aguas frías, templadas o tropicales; desde la zona intermareal hasta profundidades donde no llega la luz solar. 
Las mayoría de las anémonas contienen algas simbióticas llamadas zooxantelas, estas algas realizan la fotosíntesis produciendo oxígeno y azúcares, que son aprovechados por las anémonas, y se alimentan de los catabolitos de la anémona (especialmente fósforo y nitrógeno). Pero las anémonas se alimentan, tanto de los productos de las algas y de las presas que capturan con sus tentáculos, como del alimento que les traen expresamente los peces anémona. 

## Reproducción
Los sexos están separados en algunas especies, mientras que otras especies son hermafroditas. Las gónadas son tiras de tejido dentro de los mesenterios. 
Puede ocurrir tanto la reproducción sexual como la asexual. En la reproducción sexual, los machos liberan espermatozoides para estimular a las hembras a que liberen los huevos, y se produce la fertilización externa. En muchas especies, la fertilización es interna y se produce la incubación de los jóvenes en la cavidad central de la columna, siendo expulsados al exterior posteriormente.
Tanto los huevos como el espermatozoide se expulsan a través de la boca. El óvulo fertilizado se desarrolla en una larva plánula ciliada y pelágica, que, tras deambular unos días por la columna de agua, se asienta en el sustrato y se convierte en un pólipo.
Las anémonas también puede reproducirse asexualmente por gemación, fisión binaria, y por laceración pedal, en la que pequeñas piezas del disco pedal se desprenden y regeneran en pequeñas anémonas.

## Mutualismo con animales

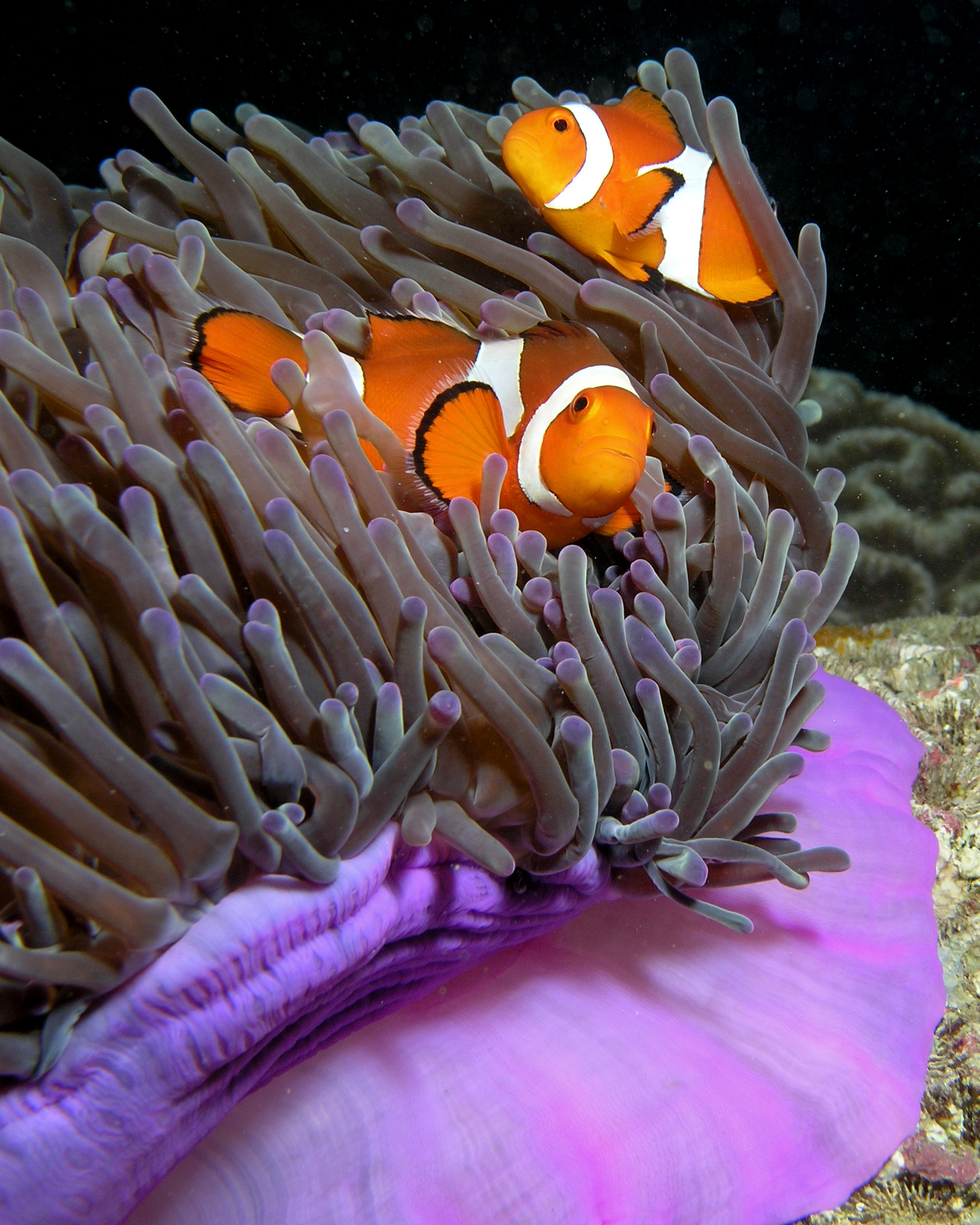
Peces payaso (Amphiprion ocellaris) en una anémona Heteractis magnifica

Las especies de peces de los géneros Amphiprion y Premnas, así como el pez damisela Dascyllus trimaculatus y ciertas especies de camarones de los géneros Periclimenes, Ancylomenes o Thor, viven entre los tentáculos de las anémonas, a las cuales inhiben la liberación de las células urticantes. De esta manera, los animales se protegen de sus predadores entre los tentáculos urticantes de la anémona, y ésta se beneficia de la limpieza de su disco oral y tentáculos como consecuencia de los continuos movimientos de estos. 
No está muy claro si las diferentes especies de peces anémona realmente "alimentan" a su anémona, o sencillamente la utilizan como despensa y protección. El conocido pez payaso Amphiprion ocellaris tiene más tendencia a robar la comida de su hospedador que a proporcionársela.

## Las anémonas en el acuario
El comercio de especies marinas ornamentales, es decir, la extracción de estos organismos de su hábitat para destinarlos a adornar acuarios, se ha expandido notablemente en las últimas décadas, involucrando numerosos países a nivel mundial. A comienzos de los años 1980 el valor estimado de las importaciones de peces e invertebrados marinos se ubicó entre 24–40 millones de dólares por año. Actualmente se estima que las importaciones de estos organismos alcanzan un monto de entre 200 a 330 millones de dólares anualmente, siendo los Estados Unidos responsables del 80% de las importaciones. A pesar de los avances y la expansión de la aguacultura, basada en la captura y cría de las larvas, la mayor parte de los "ornamentos marinos" son recolectados y capturados de la naturaleza, como adultos o juveniles.
Las anémonas son susceptibles de ser víctimas de la sobreexplotación debido a su larga vida, tasas de crecimiento relativamente lentas, y bajas tasas de reproducción, en comparación a sus peces residentes, los cuales también se ven afectados debido al hecho de que ellos dependen de determinadas especies de anémonas para su supervivencia. Investigaciones recientes demuestran que la pesca para fines ornamentales impacta significativamente las poblaciones de anémonas y del pez payaso, reduciendo drásticamente las densidades poblacionales de estas especies en áreas de explotación, y podría también impactar negativamente a otros muchos organismos que conviven en estrecha relación con ellas, alterando la estructura y la composición de estos ecosistemas y disminuyendo la biodiversidad.

## Clasificación
El Registro Mundial de Especies Marinas clasifica las familias y géneros del orden Actiniaria del siguiente modo:
| Suborden Endocoelantheae Carlgren, 1925 Familia Actinernidae Stephenson, 1922 Familia Halcuriidae Carlgren, 1918 Suborden Nyantheae Carlgren, 1899 Infraorden Athenaria Carlgren, 1899 Familia Andresiidae Stephenson, 1922 Familia Andvakiidae Danielssen, 1890 Familia Edwardsiidae Andres, 1881 Familia Galatheanthemidae Carlgren, 1956 Familia Halcampidae Andres, 1883 Familia Halcampoididae Appellöf, 1896 Familia Haliactinidae Carlgren, 1949 Familia Haloclavidae Carlgren, 1949 Familia Limnactiniidae Carlgren, 1921 Familia Octineonidae Fowler, 1894 Familia Polyopidae Hertwig, 1882 Infraorden Boloceroidaria Carlgren, 1924 Familia Boloceroididae Familia Nevadneidae Carlgren, 1925 Infraorden Thenaria Carlgren, 1899 Superfamilia Acontiaria Stephenson, 1935 Familia Acontiophoridae Carlgren, 1938 Familia Aiptasiidae Carlgren, 1924 Familia Aiptasiomorphidae Carlgren, 1949 Familia Antipodactinidae López-González & Daly, 2009 Familia Bathyphelliidae Carlgren, 1932 Familia Diadumenidae Stephenson, 1920 Familia Haliplanellidae Hand, 1956 Familia Hormathiidae Carlgren, 1932 Familia Isophelliidae Familia Kadosactinidae Riemann-Zürneck, 1991 Familia Nemanthidae Carlgren, 1940 Familia Sagartiidae Gosse, 1858 Familia Sagartiomorphidae Carlgren, 1934 Superfamilia Actinioidea Rafinesque, 1815 Familia Aurelianiidae Andres, 1883 Familia Iosactinidae Riemann-Zürneck, 1997 Familia Stoichactidae Carlgren, 1900 Superfamilia Endomyaria Stephenson, 1921 Familia Actiniidae Rafinesque, 1815 Familia Aliciidae Duerden, 1895 Familia Condylanthidae Stephenson, 1922 Familia Homostichanthidae Familia Liponematidae Hertwig, 1882 Familia Minyadidae Milne Edwards, 1857 Familia Phymanthidae Andres, 1883 Familia Stichodactylidae Andres, 1883 Familia Thalassianthidae Milne Edwards, 1857 | Superfamilia Mesomyaria Stephenson, 1921 Familia Actinostolidae Carlgren, 1932 Familia Exocoelactinidae Carlgren, 1925 Familia Isanthidae Superfamilia Metridioidea Carlgren, 1893 Familia Metridiidae Carlgren, 1893 Suborden Protantheae Familia Gonactiniidae Carlgren, 1893 Suborden Ptychodacteae Familia Preactiniidae England in England & Robson, 1984 Familia Ptychodactinidae Appellöf, 1893 Superfamilia Actiniaria incertae sedis Género Actinodactylus Familia Actinodendridae. Haddon, 1898 Familia Actinoscyphiidae. Stephenson, 1920 Género Anactis Familia Antheidae. Gosse, 1860 Familia Antheomorphidae Hertwig, 1882 Familia Capneidae. Gosse, 1860 Género Chermadion. Pax, 1924 Género Chrysoela Género Corticifera Género Cystiactis Género Echinactis Género Eumenides. Lesson, 1830 Género Halcampomorphe Carlgren, 1893 Género Helaria. Stechow, 1921 Género Heliactis Familia Iosactiidae. Riemann-Zürneck, 1997 Género Kalliphobe. Busch, 1851 Género Leiotealia Género Lepactis. Andres, 1883 Género Myriactis Género Nemactis Familia Oractiidae. Riemann-Zürneck, 2000 Género Paractinia Andres, 1883 Género Paractis Milne Edwards & Haime, 1851 Género Peronanthus Género Petalactis Género Physactis Verrill, 1869 Género Psammanthus Género Ragactis Familia Sarcophinanthidae. Andres, 1883 Género Spyractis Género Stauractis Género Taractostephanus Brandt, 1835 Género Tetractis Género Thelactis Género Tilesia Género Viatrix |

## Galería

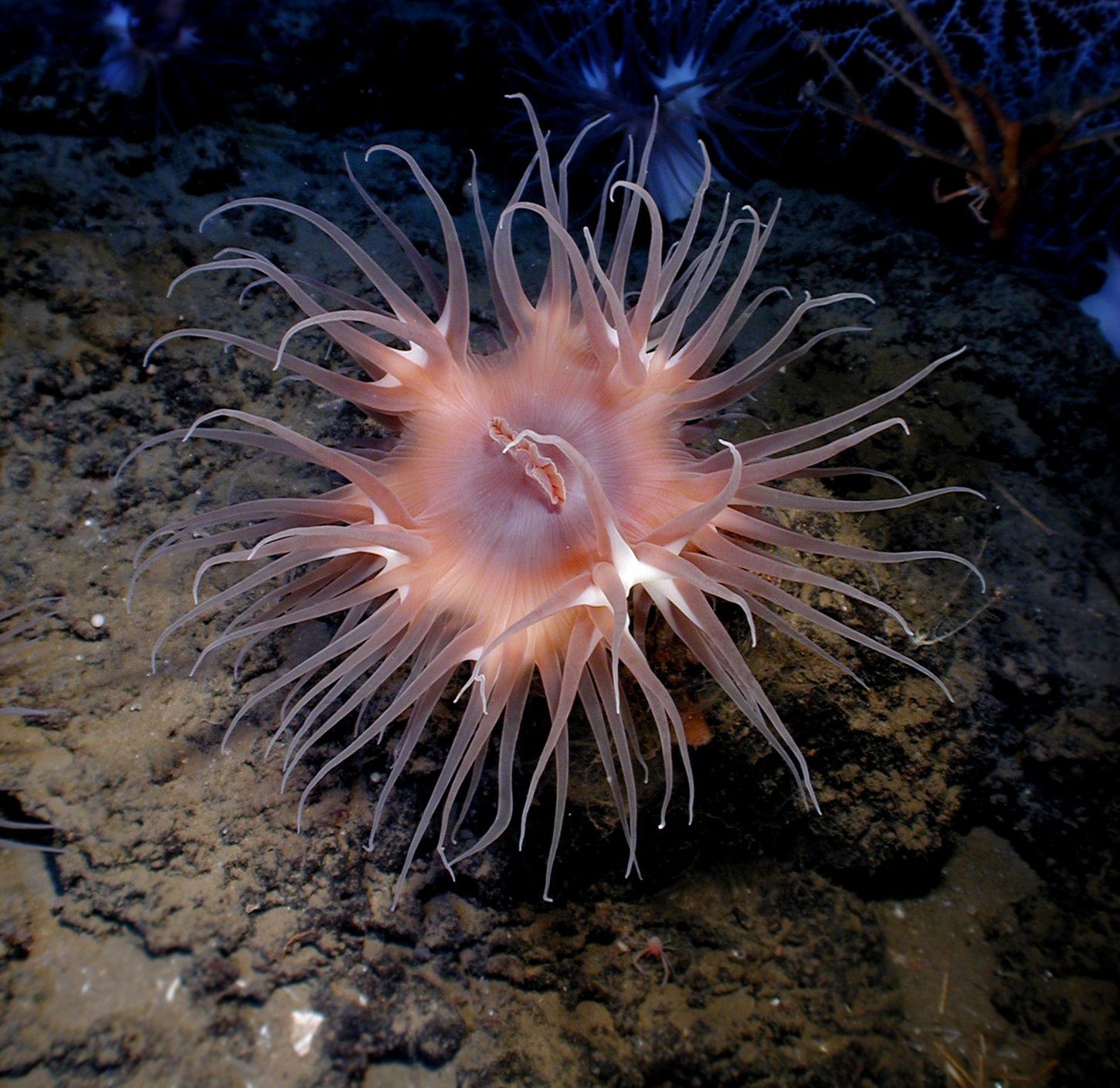
Actinostola sp
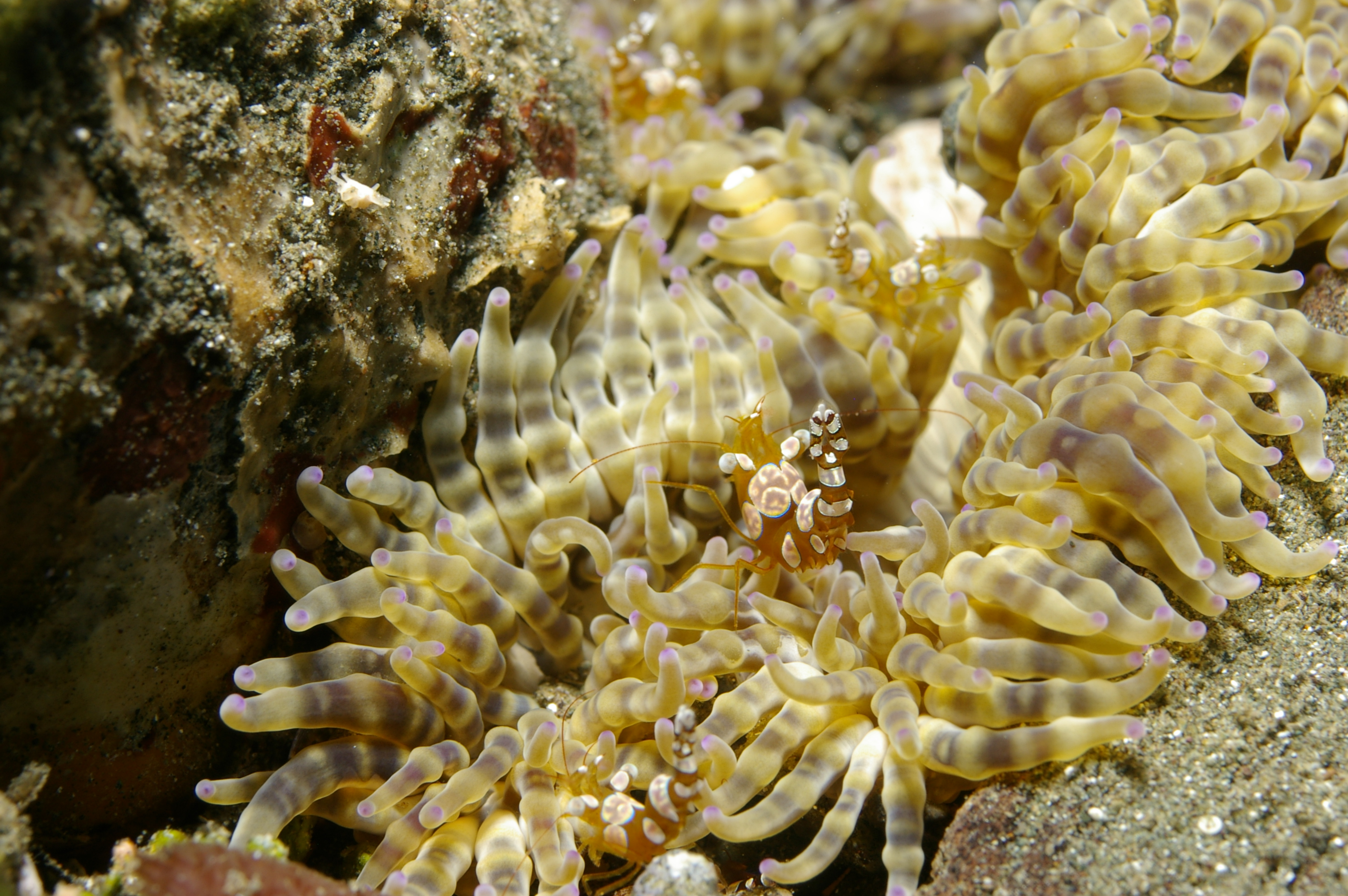
Una gamba Thor amboinensis viviendo en Heteractis aurora
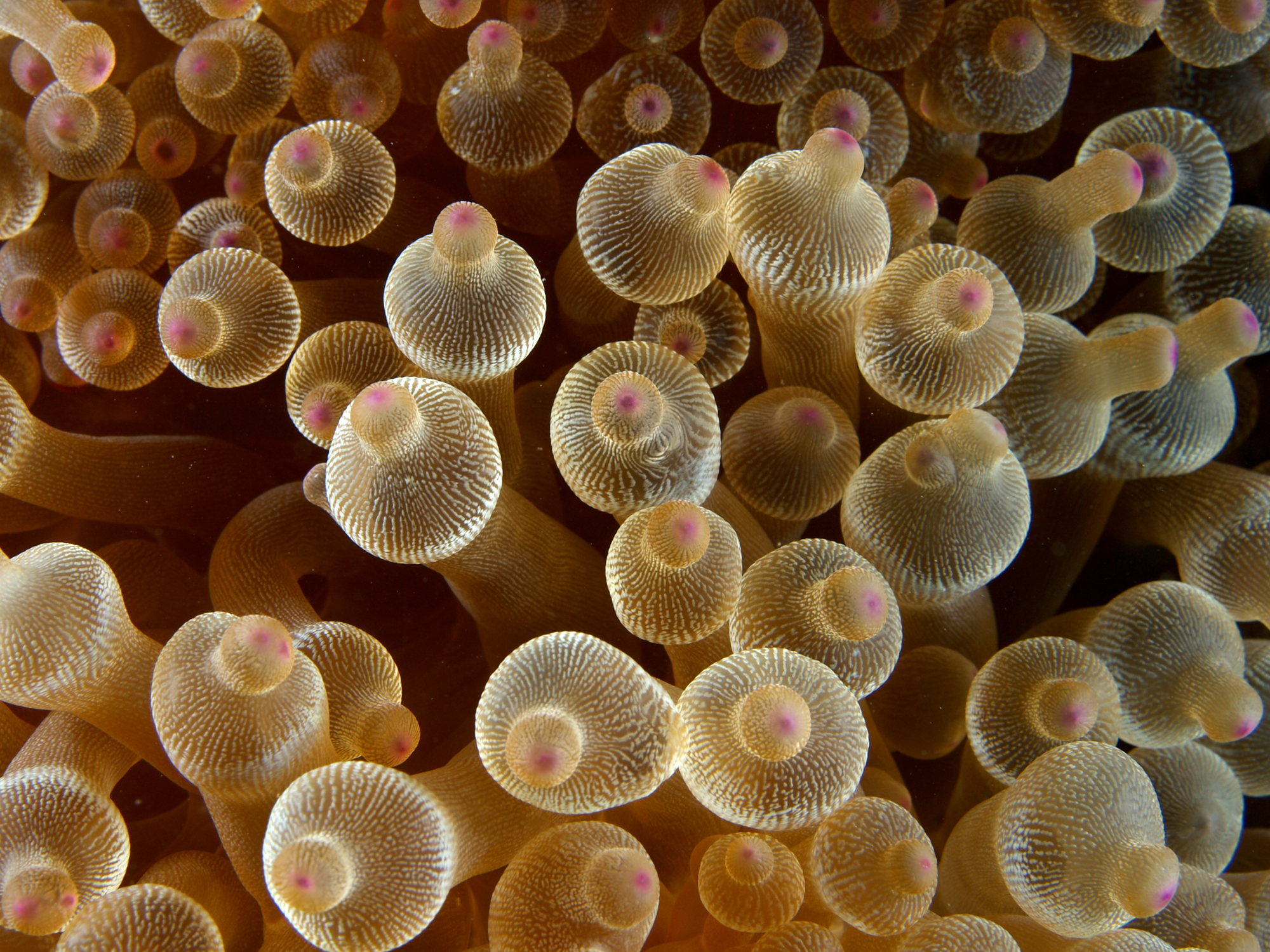
Entacmaea quadricolor con tentáculos abultados
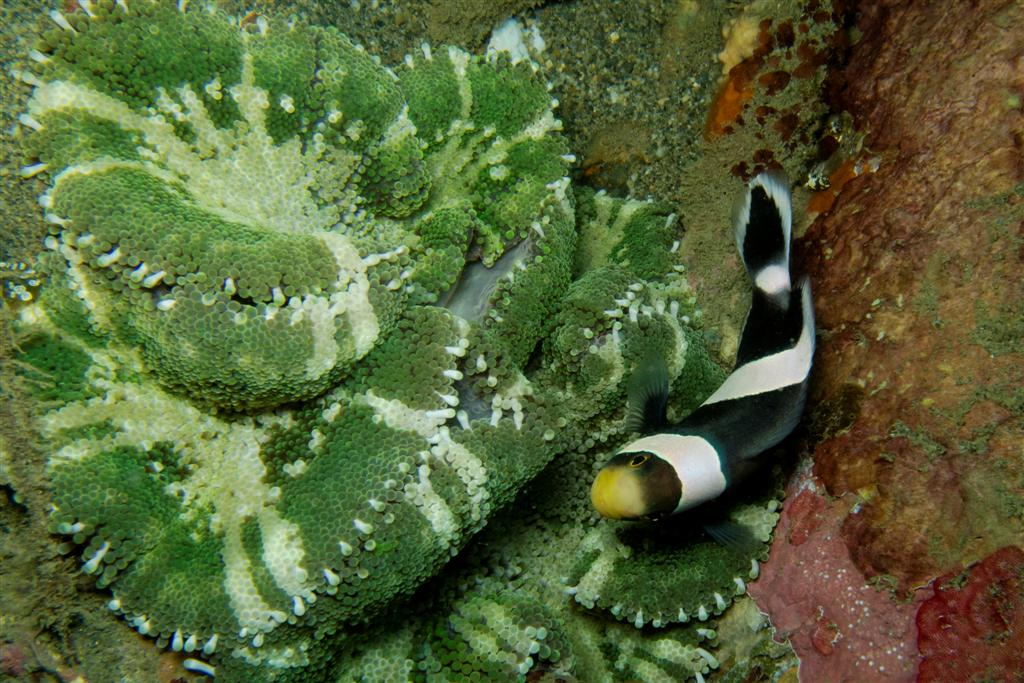
A. ocellaris, variedad melánica, en Stichodactyla haddoni
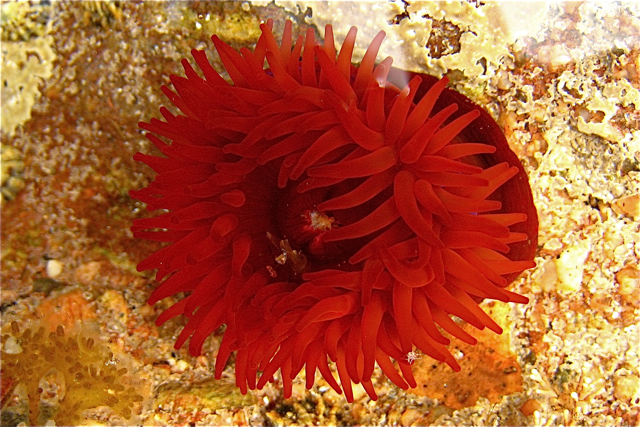
Actinia equina
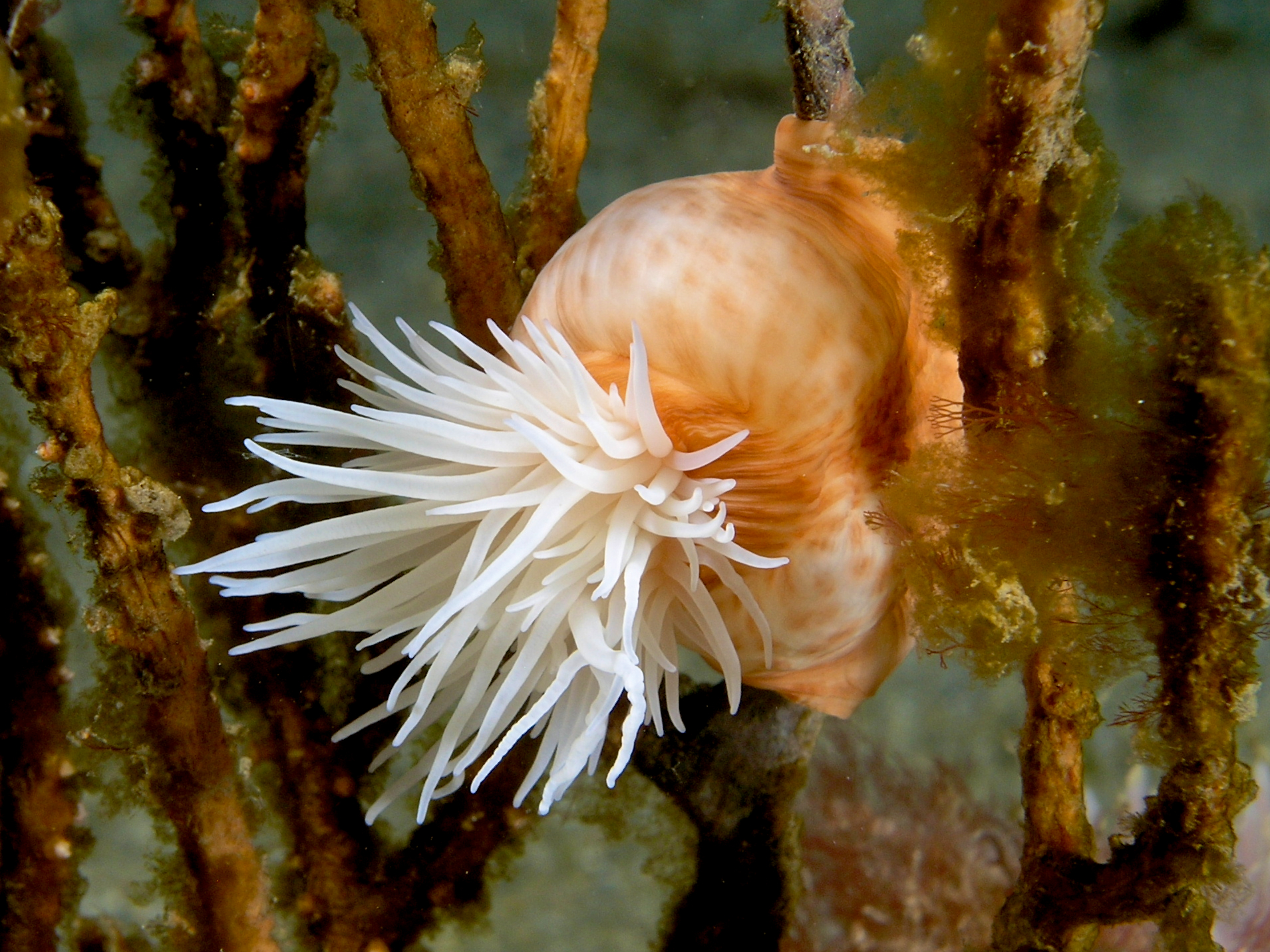
Amphianthus sp.
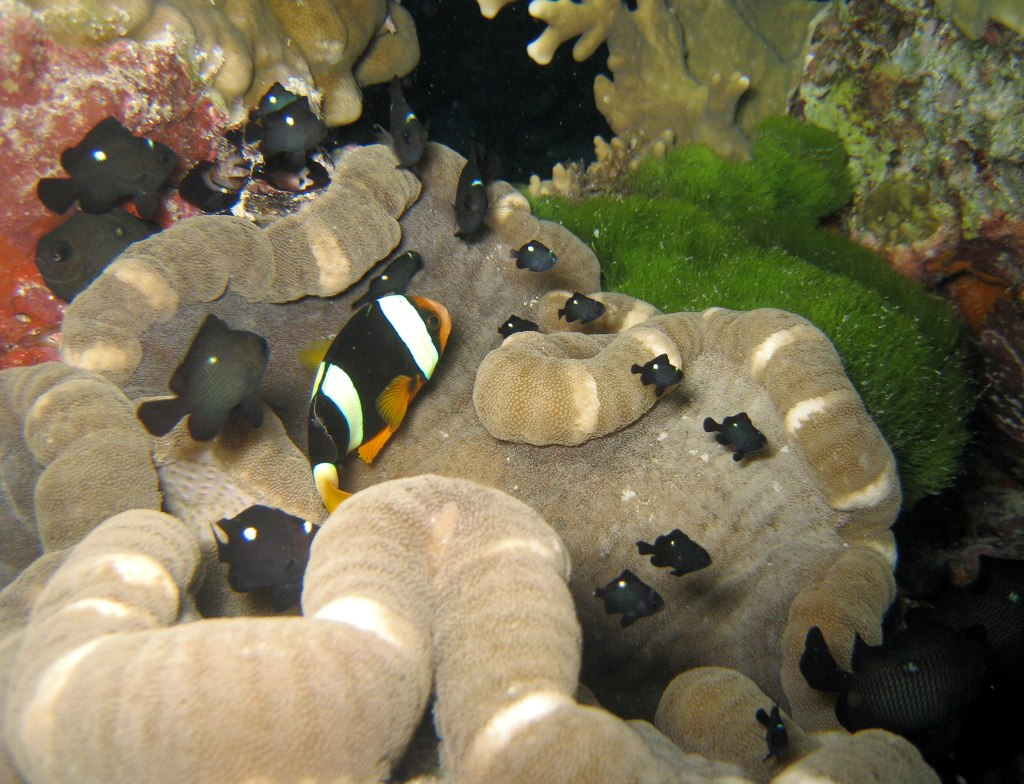
Amphiprion clarkii y Dascyllus trimaculatus en Cryptodendrum adhaesivum
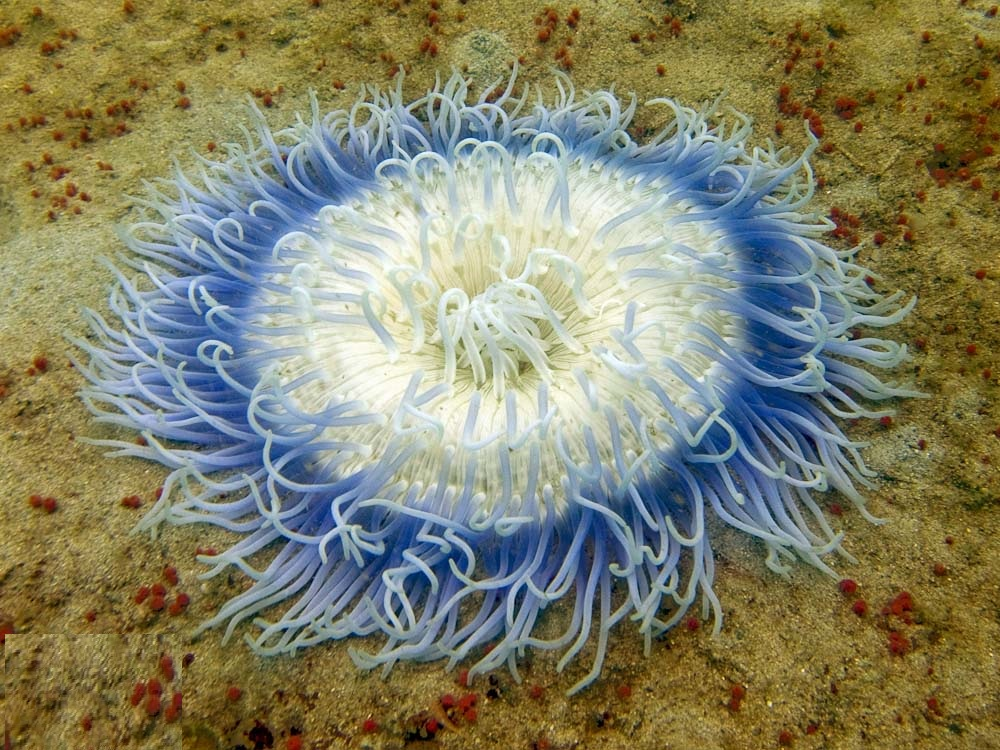
Macrodactyla doreensis
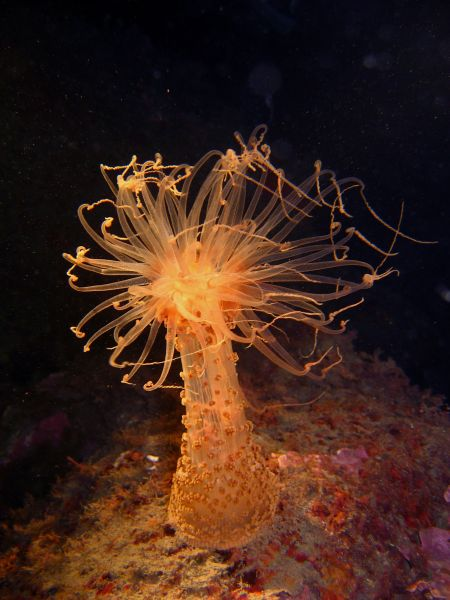
Alicia mirabilis
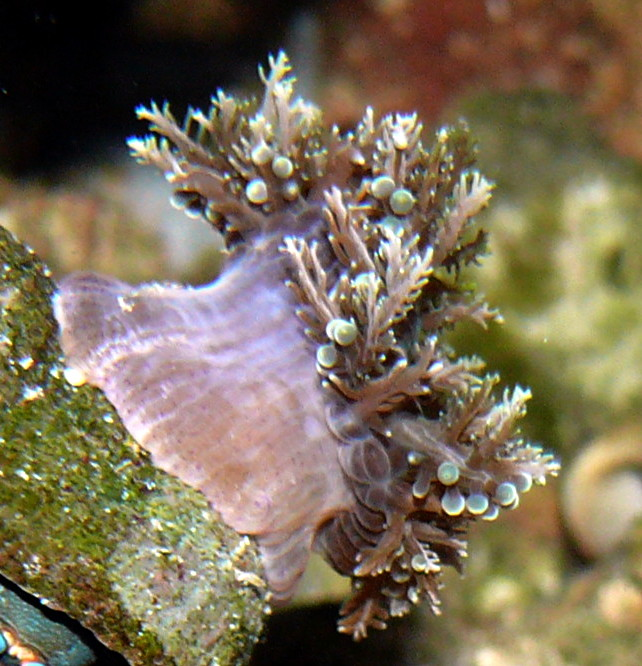
Thalassianthus aster
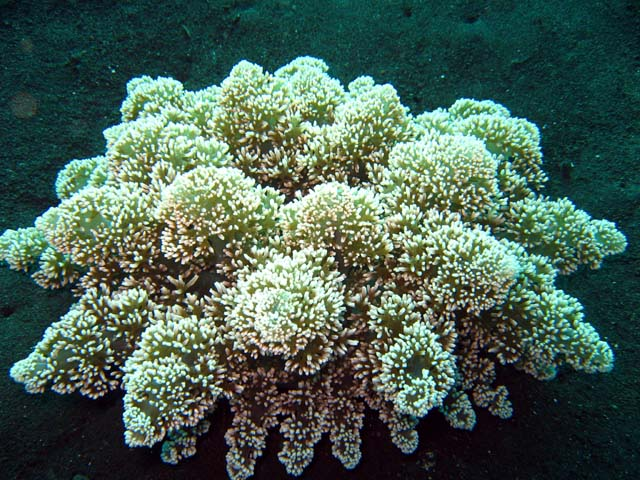
Actinodendron arboreum
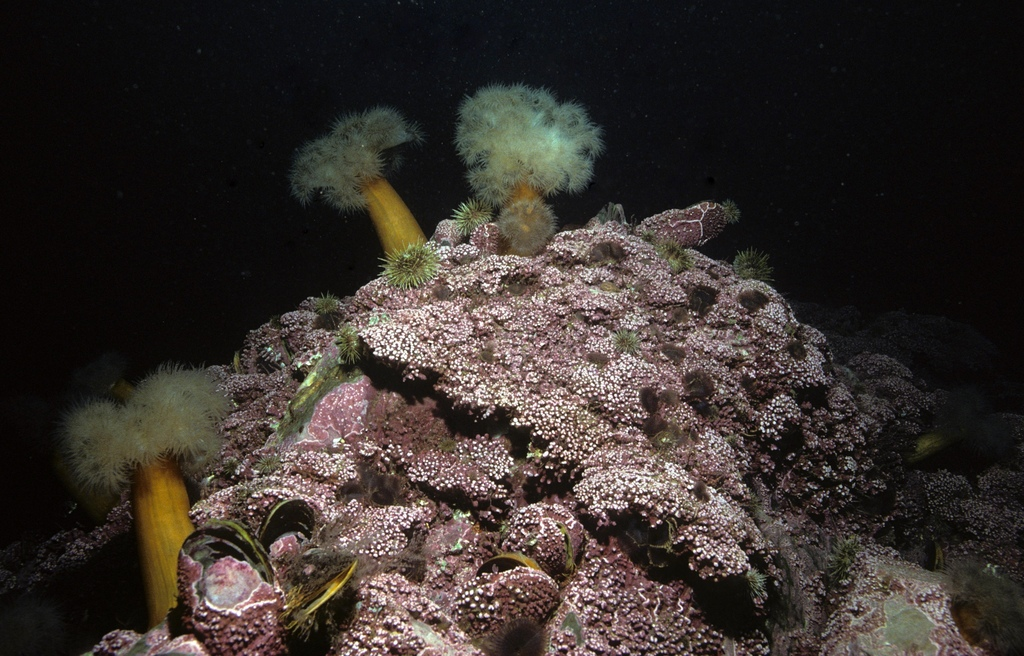
Anémonas Metridium dianthus sobre alga coralina Lithothamnion glaciale
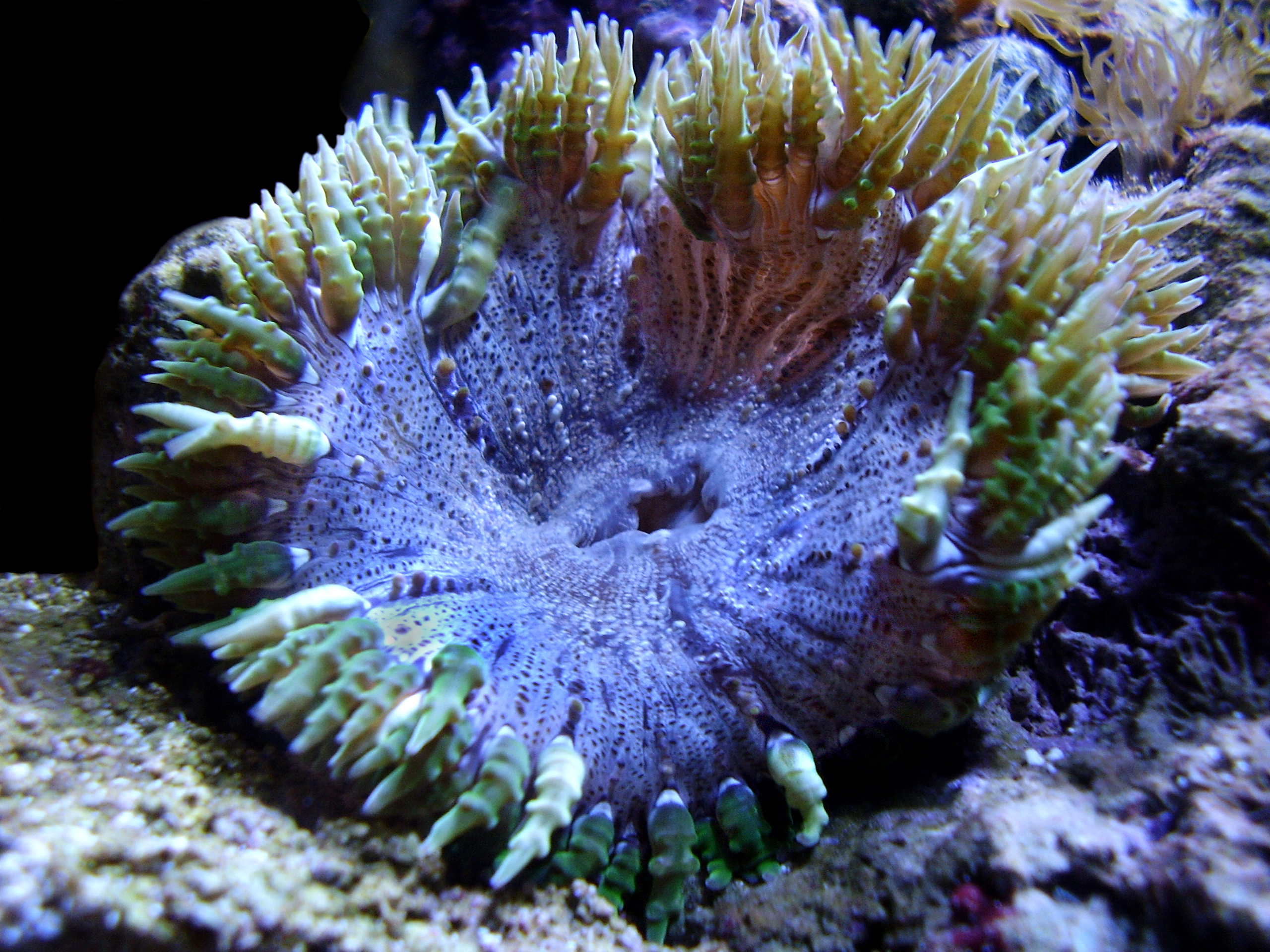
Phymanthus crucifer